# Sikorsky VH-92
El Sikorsky/Lockheed Martin VH-92 es un helicóptero militar estadounidense de transporte que está siendo desarrollado para reemplazar a la flota de Transporte Presidencial estadounidense Marine One del Cuerpo de Marines de los Estados Unidos. Es una versión militar del Sikorsky S-92.

## Diseño y desarrollo
Sikorsky presentó la variante VH-92 del S-92 a la competición VXX para el helicóptero Marine One presidencial (reemplazando a los Sikorsky VH-3D Sea King y VH-60N White Hawk), pero perdió contra el Lockheed Martin VH-71 Kestrel. Sin embargo, la competición fue recomenzada en 2010 debido a los crecientes costes de desarrollo del VH-71, permitiendo a Sikorsky volver a presentar el VH-92 en abril de aquel año. A mitad de 2013, los demás fabricantes habían abandonado el concurso, quedando solo Sikorsky.
El 7 de mayo de 2014, se anunció que el VH-92 había ganado la competición VXX para reemplazar a los vetustos VH-3 Sea King que transportaban al presidente de los Estados Unidos.
A Sikorsky se le concedió un contrato de 1240 millones de dólares para construir la variante del S-92 para transportar al Presidente estadounidense. Sikorsky equipó esta variante con un interior ejecutivo y con sistemas militares de apoyo de misión, incluyendo potencia eléctrica triple y controles de vuelo redundantes. Seis ejemplares de la variante, designados VH-92A, fueron ordenados por la Armada para que fueran entregados en 2017. Está planeado que la construcción de otras 17 aeronaves comience en 2020. El coste total del programa del año fiscal 2015 fue de 4718 millones de dólares por 23 helicópteros, con una media de 205 millones de dólares por aeronave. En julio de 2016, el diseño superó la Revisión Crítica de Diseño, lo que le permite iniciar la producción.

## Historia operacional

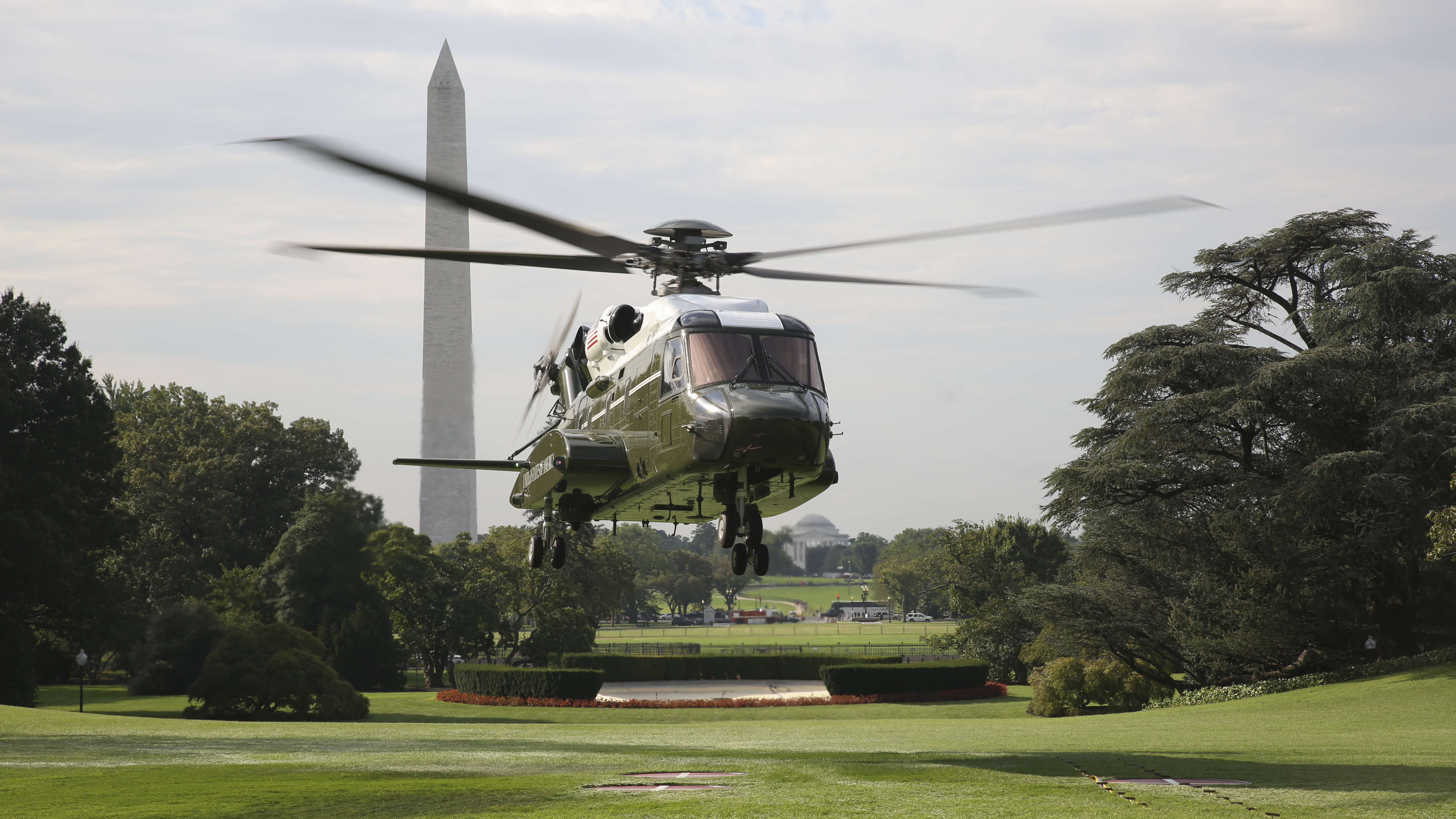
Un VH-92A realizando pruebas en el césped sur de la Casa Blanca, frente al Monumento a Washington, septiembre de 2018.

El 28 de julio de 2017, el primer VH-92A realizó su primer vuelo en las instalaciones de Sikorsky en Stratford (Connecticut).
El 22 de septiembre de 2018, un VH-92 voló hasta la Casa Blanca para realizar pruebas de despegue y aterrizaje en los puntos utilizados por el Marine One.

## Variantes
VH-92A
Helicóptero de transporte ejecutivo, 21 ejemplares planeados.
CH-92A
Versión del VH-92A para entrenamiento, 2 ejemplares planeados.

## Operadores
Estados Unidos
- Cuerpo de Marines de los Estados Unidos: 23 ejemplares ordenados.[15]

## Especificaciones (S-92)
Referencia datos: Sikorsky S-92 specifications, International Directory of Civil Aircraft

### Características generales
- Tripulación: Dos (piloto, copiloto)
- Capacidad: 19 pasajeros
- Longitud: 17,10 m
- Diámetro rotor principal: 17,17 m
- Altura: 4,71 m
- Área circular: 231,54 m²
- Peso vacío: 7030 kg
- Peso cargado: 12 020 kg
- Peso máximo al despegue: 12 568 kg
- Planta motriz: 2× turboeje General Electric CT7-8A.
  - Potencia: 1879 kW (2520 shp) cada uno.
- Hélices: Rotor principal y de cola de cuatro palas
- Largo del fuselaje: 17,1 m
- Anchura del fuselaje: 5,26 m
- Dimensiones de cabina: 6,1 m de largo y 2,01 m de alto

### Rendimiento
- Velocidad máxima operativa (Vno): 306 km/h
- Velocidad crucero (Vc): 280 km/h
- Alcance: 999 km
- Techo de vuelo: 4270 m (14 000 pies)
- Carga del rotor: 48 kg/m2 (9,8 lb/ft2)
- Potencia/peso: 0,38 kW/kg (0,23 hp/lb)

## Aeronaves relacionadas

### Desarrollos relacionados
- Sikorsky S-92
- Sikorsky CH-148 Cyclone

### Aeronaves similares
- Lockheed Martin VH-71 Kestrel
- Mil Mi-38
- NHIndustries NH90
- AgustaWestland AW101
- Eurocopter EC725

### Secuencias de designación
- Secuencia S-_ (interna de Sikorsky): ← S-75 - S-76 - S-80 - S-92 - S-97 - S-100 - S-300 →
- Secuencia _H-_ (Helicópteros estadounidenses, 1962-presente): ← UH-72 - TH-73 - MH-90 - VH-92 - MH-139